# 上瑟谢灵
上瑟谢灵是德国巴伐利亚州的一个市镇。总面积24.28平方公里，总人口1553人，其中男性810人，女性743人（2011年12月31日），人口密度64人/平方公里。